# 4951 Iwamoto
4951 Iwamoto este un asteroid din centura principală, descoperit pe 21 ianuarie 1990, de Yoshikane Mizuno și Toshimasa Furuta.